# Pat Hanrahan
Patrick M. Hanrahan  (1954) es un investigador estadounidense de gráficos por computadora, el profesor de EE. UU. de Canon de Ciencias de la Computación e Ingeniería Eléctrica en el Laboratorio de Gráficos por Computadora de la Universidad de Stanford. Su investigación se centra en algoritmos de representación, unidades de procesamiento de gráficos, así como en ilustración y visualización científica. Ha recibido numerosos premios, incluido el Premio Turing 2019.

## Premios
Hanrahan recibió tres Premios de la Academia por su trabajo en renderización e investigación de gráficos por computadora. En 1993, Hanrahan y otros empleados fundadores de Pixar recibieron un premio científico y de ingeniería para RenderMan. En 2004, compartió un premio por logros técnicos con Stephen R. Marschner y Henrik Wann Jensen, por su investigación en la simulación de la dispersión de la luz debajo de la superficie en materiales translúcidos. En 2014, compartió un premio al logro técnico con Matt Pharr y Greg Humphreys, por su formalización e implementación de referencia de los conceptos detrás del renderizado basado en la física, tal como se comparte en su libro Representación basada en la física.
Hanrahan recibió el premio SIGGRAPH Steven A. Coons de 2003 por sus contribuciones creativas sobresalientes a los gráficos de computadora, por «liderazgo en algoritmos de representación, arquitecturas y sistemas gráficos y nuevos métodos de visualización para gráficos de computadora», y el premio de logro de gráficos de computadora SIGGRAPH de 1993 .Fue incluido en la clase inaugural de la Academia SIGGRAPH ACM 2018. 
Recibió el Premio de Carrera 2006 para la Investigación de Visualización del Comité Técnico de IEEE sobre Visualización y Gráficos (VGTC) en la Conferencia de Visualización de IEEE.
Se convirtió en miembro de la Academia Nacional de Ingeniería en 1999, miembro de la Academia Americana de las Artes y las Ciencias en 2007 y de la Asociación de Maquinaria de Computación en 2008, y recibió tres premios de enseñanza universitaria en Stanford. 
Hanrahan compartió el ACM A.M. de 2019. Premio Turing con Catmull por sus esfuerzos pioneros en imágenes generadas por computadora. 